# 本願寺岐阜別院
本願寺岐阜別院（ほんがんじぎふべついん）は、岐阜県岐阜市にある浄土真宗本願寺派（西本願寺）の寺院（別院）である。開基は准如上人。
岐阜市には、東西両別院がある。真宗大谷派（東本願寺）の別院は、真宗大谷派岐阜別院。

## 沿革
1570年～1590年頃、本願寺11世顕如上人が美濃国に巡教の折に、美濃国厚見郡西野（現岐阜市西野町）の土豪、一柳直高（一柳直末、一柳直盛の父）が信徒となって帰依する。一柳直高の没後、その墳墓のそばに一寺が建立されたことが始まりと伝えられている。
1603年（慶長8年）、准如上人が当地を巡教した際に、一柳直盛が父の一柳直高の遺命により申し出、この寺は本願寺の坊舎とされ、岐阜御坊もしくは西野御坊と呼ばれる。
1876年（明治9年）に名称を岐阜別院と改められる。
本堂は、1645年（正保2年）には再建されるが、1713年（正徳3年）全焼、1720年（享保5年）に再建されるが、1945年（昭和20年）7月9日、岐阜大空襲により山門、鐘楼、経蔵等を除く本堂などが焼失する。現在の本堂は1951年（昭和26年）の再建である。
1975年（昭和50年）、岐阜市芥見南山3丁目に「岐阜別院芥見分院」が建立される。

## 文化財
- 本門（県重要文化財、1756年(宝暦6年)再建）[2]
- 裏門（県重要文化財）[2]
- 経蔵（市指定文化財）[2]

## 交通アクセス
岐阜バス「市民会館・裁判所前」バス停が最寄である。
- JR岐阜駅バスターミナル、名鉄岐阜のりばより、「御望野」、「宝珠ハイツ」、「岩戸公園」、「旦ノ島」行きや長良線などを利用。本数は多い。